# Hrzín (Nový Kostel)
Hrzín (dříve Hörsin či Höschin) je osada a část obce Nový Kostel v okrese Cheb v Karlovarském kraji. Leží zhruba 5,5 kilometru jižně od Lubů. Je rozložena v malém údolí, kterým protéká potok Plesná. V roce 2011 zde trvale žilo 51 obyvatel.

## Název
Její původní německý název je Hörsin. Název Hrzín podle dr. Antonína Profouse vznikl z německého výrazu Harigis, který pak byl Čechy zkrácen. Harigis bylo osobní jméno, které např. používal langobardský kníže v 8. století. Tento výraz se skládá ze slov „hari“ ve významu „vojsko“ a výrazu „gis“ (prostý tvar slova „gisel“), což znamená rukojmí.

## Historie

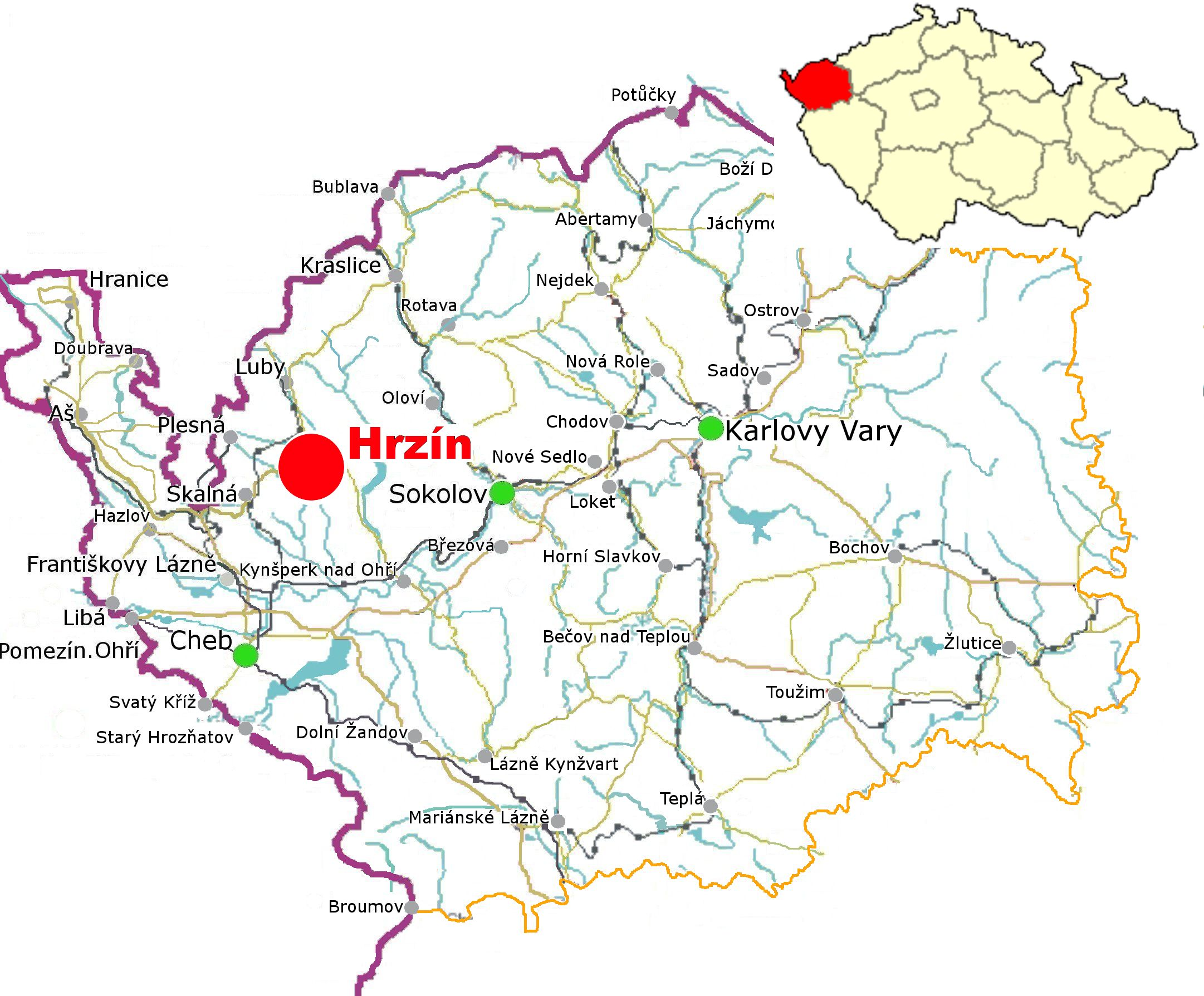
Poloha

Hrzín patří k velmi starým chebským sídlištím. Patřil původně klášteru ve Waldsassenu a první písemná zmínka o vesnici nese datum 1185 (některé zdroje však uvádějí až rok 1257). Klášter však nebyl jejím držitelem dlouho, ve 13. století již byla majetkem Markvarta z Vokova. Roku 1257 byla však z jeho strany „ves zvaná Hrzín“ darována zpět do majetku kláštera. V jeho vlastnictví pak byla ves až do počátku 14. století. Pak Hrzín patřil v rychlém sledu velkému množství majitelů. Od přelomu 15. a 16. století se stal součástí majetkového komplexu Lesná-Valdov, který od čtyřicátých let 16. století drželi Multzové z Valdova. Jeho součástí pak zůstal až do 20. století.
V 17. a 18. století došlo k rozdělení Lesné-Valdova na čtyři díly. Hrzín patřil k prvnímu a čtvrtému dílu tohoto majetku. Tato část se nazývala Přední Valdov a kromě Hrzína do ní patřily vesnice Lomnička, Výspa (zanikla), Smrčina a Smrčí (zanikla). Hrzín pak byl po prodání Auerspergům v roce 1834 spojen s Lesnou a Lomničkou v takzvanému panství Hartenberk (dnes Hřebeny). Měla vlastní obecní úřad a od roku 1828 vlastní školu.

## Obyvatelstvo
Při sčítání lidu v roce 1921 zde žilo 290 obyvatel, všichni německé národnosti. K římskokatolické církvi se hlásilo 284 obyvatel, k evangelické šest.
| Rok            | 1869 | 1880 | 1890 | 1900 | 1910 | 1921 | 1930 | 1950 | 1961 | 1970 | 1980 | 1991 | 2001 | 2011 | 2021 |
| -------------- | ---- | ---- | ---- | ---- | ---- | ---- | ---- | ---- | ---- | ---- | ---- | ---- | ---- | ---- | ---- |
| Počet obyvatel | 341  | 317  | 313  | 328  | 286  | 290  | 294  | 86   | 104  | 99   | 88   | 55   | 60   | 51   | 57   |
| Počet domů     | 44   | 49   | 49   | 45   | 44   | 44   | 46   | 28   | .    | 15   | 10   | 11   | 11   | 12   | 12   |

## Obecní správa
Při sčítání lidu v letech 1850–1959 Hrzín byl samostatnou obcí v okrese Cheb. Od roku 1960 je částí obce Nový Kostel v okrese Cheb.

## Pamětihodnosti

### Bývalý zámek
V Hrzíně stával zámek Multzů z Valdova. Nahradil ke konci 18. století již nevyhovující sídelní zámek Multzů v Lomničce. Tento zámek se pak stal centrem statku Přední Valdov. Roku 1834 ho však spolu se statkem zvaným Zadní Valdov koupil Josef Jáchym Auersperg. V majetku Auerspergů zůstal zámek až do roku 1901, kdy ho po nich zdědili Kopalové. Během pozemkové reformy bylo hrzínské zboží jako tzv. zbytkový velkostatek koupeno G. Andersem. Po roce 1945 byl zámek využíván především jako účelová budova státního statku. Vinou špatné základní údržby se dostala budova do tak špatného stavu, že byla roku 1973 beze zbytku zbořena. Před jejím zbořením nebyl proveden architektonický průzkum a tak byla navždy ztracena možnost poznání jejího stavebního vývoje.
Zámek ležel v poplužním dvoře, ležícím při řece Plesné v severozápadní části vsi. Byl založen v místě poplužního dvoru, který byl původně čtyřkřídlý. Ten byl však koncem 18. století přestavěn. Došlo ke zboření severovýchodního křídla a tak došlo k otevření dvoru směrem k potoku. Severní část jihovýchodního křídla pak byla přestavěna na zámeckou budovu. K tomu došlo v letech 1800–1806. Jednalo se o velké patrové obdélné stavení s půdním polopatrem, kryté mansardovou střechou.
Zachoval se sice popis vnějšího vzhledu zámku, ale o jeho vnitřním členění se toho moc neví. Podle popisu bylo přízemí zastropeno valenými klenbami do pasů. V patře se pak nacházela necková klenba se štukaturou. Vnější vzhled je znám již jen z fotografií. Vstupní průčelí otočené do dvora bylo členěno devíti svislými okenními osami, z nichž tři střední vytvářely plochý rizalit završený štítem ve tvaru trojúhelníku. V rizalitu byly dva vstupy do přízemí, nad nimiž byl v klenácích vytesán letopočet dostavby zámku, rok 1806. Fasády byly členěny dvěma římsami – mezipatrovou a korunní. Dále byly zdobeny pilastry s lizénami a nárožní bosáží. Okna byla zvýrazněna prolamovanými nadokenními římsami, dveřní otvory měly profilovaná ostění.